# Tyler Walker
Tyler J. Andrew Walker (Nottingham, 17 novembre 1996) è un calciatore inglese, attaccante del Lincoln City.
Walker è il figlio dell'ex calciatore Des Walker, il quale ha giocato come difensore per il Nottingham Forest, la Sampdoria, lo Sheffield Weds e per la nazionale inglese.

## Carriera

### Club
Walker ha debuttato tra i professionisti con la maglia del Nottingham Forest, entrando al 92º minuto al posto di Chris Burke nella partita giocata il 18 Marzo 2015 e vinta per 2-0 contro il Rotherham United. Walker ha segnato il suo primo gol al Griffin Park nella partita giocata contro il Brentford, partita pareggiata per 2-2; questa partita è stata una delle sette giocate da Walker.
Il 2 Giugno 2015 Walker firma un contratto quadriennale con il Nottingham Forest. Grazie alla scarsità di attaccanti e alla voglia di puntare sui giovani di Dougie Freedman, Walker gioca in tutte le prime sei partita di Championship nella stagione 2015-16 del Nottingham Forest. Inoltre Walker è partito titolare nella partita di League Cup giocata contro il Walsall l'11 Agosto 2015. In questa partita Walker ha siglato il suo secondo gol tra i professionisti.
Il 24 Marzo 2016 Walker passa in prestito al Burton Albion, squadra di League One, fino al termine della stagione 2015-2016, riunendosi così all'ex attaccante dei Reds Nigel Clough, in quel periodo allenatore del Burton. Walker debutta con la maglia dei Brewers il 28 Marzo 2016, subentrando nel secondo tempo nella partita persa per 2-0 contro il Millwall. Anche nel match seguente, Walker entra in campo a partita in corso, segnando il gol del pareggio nei minuti di recupero contro il Bury.

### Nazionale
Il 5 Settembre 2015 Walker fa il suo debutto con la maglia della nazionale Under-20 di calcio, segnando una doppietta nella vittoria per 5-0 contro la Repubblica Ceca.

## Statistiche
Aggiornato al 11 maggio 2022.
| Stagione             | Squadra              | Campionato           | Campionato | Campionato | Coppa nazionale | Coppa nazionale | Coppa nazionale | Coppe continentali | Coppe continentali | Coppe continentali | Altre coppe | Altre coppe | Altre coppe | Totale | Totale |
| Stagione             | Squadra              | Comp                 | Pres       | Reti       | Comp            | Pres            | Reti            | Comp               | Pres               | Reti               | Comp        | Pres        | Reti        | Pres   | Reti   |
| -------------------- | -------------------- | -------------------- | ---------- | ---------- | --------------- | --------------- | --------------- | ------------------ | ------------------ | ------------------ | ----------- | ----------- | ----------- | ------ | ------ |
| 2014–2015            | Nottingham Forest    | FLC                  | 7          | 1          | FACup+CdL       | -               | -               | -                  | -                  | -                  | -           | -           | -           | 7      | 1      |
| 2015–2016            | Nottingham Forest    | FLC                  | 14         | 0          | FACup+CdL       | 0+1             | 0+1             | -                  | -                  | -                  | -           | -           | -           | 15     | 1      |
| mar.-giu. 2016       | Burton Albion        | FL1                  | 6          | 1          | FACup+CdL       | -               | -               | -                  | -                  | -                  | -           | -           | -           | 6      | 1      |
| 2016-gen. 2017       | Stevenage            | FL2                  | 8          | 3          | FACup+CdL       | -               | -               | -                  | -                  | -                  | CdL         | 1           | 1           | 9      | 4      |
| gen.-giu. 2017       | Port Vale            | FL1                  | 6          | 2          | FACup+CdL       | -               | -               | -                  | -                  | -                  | -           | -           | -           | 6      | 2      |
| 2017–gen. 2018       | Nottingham Forest    | FLC                  | 12         | 3          | FACup+CdL       | 1+3             | 0+1             | -                  | -                  | -                  | -           | -           | -           | 16     | 4      |
| gen.-giu. 2018       | Bolton Wanderers     | FLC                  | 5          | 0          | FACup+CdL       | -               | -               | -                  | -                  | -                  | -           | -           | -           | 5      | 0      |
| 2018-2019            | Mansfield Town       | FL2                  | 44+2       | 22         | FACup+CdL       | 2+2             | 0+3             | -                  | -                  | -                  | FLT         | 2           | 1           | 52     | 26     |
| 2019-gen.2020        | Lincoln City         | FL2                  | 29         | 14         | FACup+CdL       | 2+1             | 1+0             | -                  | -                  | -                  | CdL         | 2           | 1           | 34     | 16     |
| gen.-giu.2020        | Nottingham Forest    | FLC                  | 7          | 1          | FACup+CdL       | -               | -               | -                  | -                  | -                  | -           | -           | -           | 7      | 1      |
| Totale Nottingham    | Totale Nottingham    | Totale Nottingham    | 40         | 5          |                 | 5               | 2               |                    |                    |                    |             |             |             | 45     | 7      |
| 2020-2021            | Coventry City        | FLC                  | 31         | 7          | FACup+CdL       | 0+2             | 0+1             | -                  | -                  | -                  | -           | -           | -           | 33     | 8      |
| 2021-gen. 2022       | Coventry City        | FLC                  | 19         | 2          | FACup+CdL       | 0+1             | 0+1             | -                  | -                  | -                  | -           | -           | -           | 20     | 3      |
| Totale Coventry City | Totale Coventry City | Totale Coventry City | 50         | 9          |                 | 3               | 2               |                    |                    |                    |             |             |             | 53     | 11     |
| gen.-giu. 2022       | Portsmouth           | FL1                  | 15         | 1          | FACup+CdL       | -               | -               | -                  | -                  | -                  | FLT         | -           | -           | 15     | 1      |
| Totale carriera      | Totale carriera      | Totale carriera      | 205        | 57         |                 | 15              | 8               |                    |                    |                    |             | 5           | 3           | 225    | 68     |